# Gudziki
Gudziki (deutsch Godocken) ist ein Dorf in Polen in der Woiwodschaft Ermland-Masuren. Es gehört zur Gmina Korsze (Stadt- und Landgemeinde Korschen) im Powiat Kętrzyński (Kreis Rastenburg).

## Geographie
Das Dorf liegt etwa sieben Kilometer südöstlich von Korsze (Korschen) und elf Kilometer nordwestlich der Kreisstadt Kętrzyn (Rastenburg) im Norden der Masurischen Seenplatte.

## Geschichte
Godocken, nach 1772 Godoken genannt, wurde 1392 mit zehn Włóka in der Komturei Balga des Deutschen Ordens lokalisiert und 1429 als Gaudiken erwähnt. Der Name bezieht sich auf einen Prußen namens Gaude und leitet sich von „gaudykla“ (Jagdrevier des Fallenstellers) ab. Bis zum Ende des 15. Jahrhunderts gehörte es zum evangelischen Kirchspiel Lamgarben (polnisch Garbno). 
Als im Jahre 1874 der Amtsbezirk Lamgarben gebildet wurde, wurde Godocken eingegliedert und gehörte so bis 1945 zum Kreis Rastenburg in der preußischen Provinz Ostpreußen.
Ende Januar 1945 wurde Ostpreußen von der sowjetischen Front überrollt und danach der südliche Teil unter polnische Verwaltung gestellt. Godocken erhielt die polnische Namensform „Gudziki“. Durch eine Verwaltungsreform kam das Dorf 1975 zur Wojewodschaft Olsztyn. Seit deren Auflösung gehört Gudziki zur Woiwodschaft Ermland-Masuren und ist heute Sitz eines Schulzenamtes (polnisch Sołectwo) innerhalb der Stadt- und Landgemeinde Korsze (Korschen).

### Einwohnerzahlen
| Jahr | Anzahl |
| ---- | ------ |
| 1820 | 147    |
| 1885 | 172    |
| 1905 | 143    |
| 1910 | 151    |
| 1933 | 148    |
| 1939 | 162    |
| 1970 | 111    |
| 2011 | 32     |

## Kirche
Godocken war bis 1945 in die evangelische Kirche Lamgarben in der Kirchenprovinz Ostpreußen der Kirche der Altpreußischen Union sowie in die katholische Kirche Korschen im Bistum Ermland eingepfarrt.
Heute gehört Gudziki katholischerseits zur Pfarrei Garbno im jetzigen Erzbistum Ermland, evangelischerseits zur Pfarrkirche Kętrzyn in der Diözese Masuren der Evangelisch-Augsburgischen Kirche in Polen.

## Wirtschaft und Infrastruktur

### Verkehr
Der Ort liegt an einer Nebenstraße nahe der Woiwodschaftsstraße 592 (frühere deutsche Reichsstraße 135). Die 592 erreicht nach etwa zehn Kilometern in östliche Richtung Kętrzyn (Rastenburg). 
Der nächste Bahnhof für den Personenverkehr befindet sich im etwa zwei Kilometer entfernten Tołkiny (Tolksdorf).
Der nächste internationale Flughafen ist der Flughafen Kaliningrad etwa 90 Kilometer nördlich von Gudziki auf russischem Hoheitsgebiet und damit außerhalb der Europäischen Union und nur sehr eingeschränkt nutzbar. Etwa 180 Kilometer westlich liegt der Lech-Wałęsa-Flughafen Danzig, welcher der nächste internationale Flughafen auf polnischem Staatsgebiet ist.